# Recommended Exposure Limit
Ein Recommended Exposure Limit (kurz: REL, deutsch empfohlener Expositionsgrenzwert oder auch Empfohlene Belastungsgrenze) ist eine Richtlinie oder auch Arbeitsplatzgrenzwert, der vom US-amerikanischen National Institute for Occupational Safety and Health (NIOSH) empfohlen wird.
Der REL ist ein Wert, von dem das NIOSH glaubt, dass es die Sicherheit und Gesundheit der Arbeitnehmer während des gesamten Arbeitslebens schützt, wenn es in Kombination mit technischen und arbeitspraktischen Kontrollen, Exposition und medizinischer Überwachung, Aushang und Kennzeichnung von Gefahren, Arbeitnehmerschulung und persönlicher Schutzausrüstung verwendet wird. Um diese Empfehlungen zu formulieren, wertet NIOSH alle bekannten und verfügbaren medizinischen, biologischen, technischen, chemischen, Handels- und andere Informationen aus. Obwohl es sich im Gegensatz zu den Permissible exposure limits (PEL; deutsch Expositionsgrenzwert) der Occupational Safety and Health Administration (OSHA), bei den REL´s nicht um ein gesetzlich durchsetzbare Grenzwerte handelt, werden RELS an die OSHA oder die Mine Safety and Health Administration (MSHA) des US-Arbeitsministeriums zur Verwendung bei der Verkündung gesetzlicher Standards übermittelt.
Alle RELs sind im NIOSH Pocket Guide to Chemical Hazards, zusammen mit anderen Schlüsseldaten für 677 Chemikalien- oder Stoffgruppen, zu finden. Der Pocket Guide ist eine Quelle allgemeiner Informationen zur Arbeitshygiene für Arbeitnehmer, Arbeitgeber und Arbeitsmediziner (occupational health professionals).
NIOSH-Empfehlungen werden in einer Vielzahl von Dokumenten veröffentlicht, darunter:
- Kriteriendokumente – Diese empfehlen Expositionsgrenzwerte am Arbeitsplatz und geeignete vorbeugende Maßnahmen, um gesundheitsschädliche Auswirkungen und Unfallverletzungen zu reduzieren oder zu beseitigen.
- Current Intelligence Bulletins (CIBs) – Diese veröffentlichen neue wissenschaftliche Informationen über Gefahren am Arbeitsplatz, heben eine bisher nicht erkannte Gefahr hervor, melden neue Daten zu einer bekannten Gefahr oder präsentieren Informationen zur Gefahrenkontrolle.
- Warnungen, besondere Gefahrenbewertungen, berufsbedingte Gefahrenbeurteilung und technische Richtlinien – Die die Sicherheits- und Gesundheitsprobleme bewerten, die mit einem bestimmten Stoff oder einer bestimmten Gefahr verbunden sind, und empfehlen geeignete Kontroll- und Überwachungsmethoden. Obwohl diese Dokumente nicht dazu gedacht sind, die umfassenderen Kriteriendokumente zu ersetzen, sollen sie OSHA und MSHA bei der Formulierung von Vorschriften unterstützen.[1]

Zusätzlich zu diesen Veröffentlichungen legt NIOSH regelmäßig vor verschiedenen Kongressausschüssen und bei Anhörungen zur Regelsetzung von OSHA und MSHA, Zeugenaussagen vor.

## Die vom NIOSH empfohlenen Expositionsgrenzwerte verstehen und anwenden
Die Recommended Exposure Limits (RELs; deutsch empfohlener Expositionsgrenzwert) des National Institute for Occupational Safety and Health (NIOSH) sollen die Gesundheit und das Wohlbefinden der Arbeitnehmer schützen, indem sie sichere Expositionswerte empfehlen. Um diese Richtlinien wirklich nutzen zu können, müssen Sicherheitsexperten die empfohlenen Expositionswerte kennen, verstehen und wissen wie sie gemessen werden und wie sie sicherstellen können, dass Arbeitnehmer keinen schädlichen Stoffen ausgesetzt werden. Es geht nicht nur darum, die Zahlen zu kennen; Um die Sicherheit aller zu gewährleisten geht es auch darum, regelmäßig alles zu überprüfen und bei Bedarf Änderungen vorzunehmen. Reals sind als time-weighted average (TWA; deutsch Zeit-gewichteter Mittelwert) Expositionen geschrieben (RELs are written as time-weighted average (TWA) exposures). Dieser TWA wird für einen Standardarbeitstag von bis zu 10 Stunden bei einer 40-Stunden-Woche berechnet. Damit unterscheidet er sich geringfügig vom zulässigen permissible exposure limit (PEL; deutsch Expositionsgrenzwert), der für 8 Stunden bei einer 40-Stunden-Woche berechnet wird. NIOSH ist sich bewusst, dass bestimmte Szenarien eine sofortigere Aufmerksamkeit erfordern und hat daher zusätzliche Maßnahmen eingeführt. Nicht immer geht es um den ganzen Tag und ein Arbeiter kann in kurzer Zeit viele Dinge in der Nähe haben. Daher legen sie einen short-term exposure limit (STEL, deutsch Kurzzeit-Expositionsgrenzwert) fest, d. h. die Konzentration eines Stoffes, deren Aussetzung innerhalb von 15 Minuten niemals überschritten werden sollte. Es gibt auch ein ceiling limit (C; deutsch Obergrenze) für Substanzen, denen niemand ausgesetzt sein sollte, auch nicht für einen Moment. Ziel dieser Leitlinien ist es, einen Ausgleich zu schaffen. Es geht darum, die Arbeitnehmer vor Schaden zu schützen, ohne es zu übertreiben und die Arbeit am Arbeitsplatz ineffizient zu machen. Im Gegensatz zu den von der OSHA festgelegten zulässigen Expositionsgrenzwerten oder PELs handelt es sich bei den RELs lediglich um Richtlinien. D. h. sie sind rechtlich nicht durchsetzbar. Ein Arbeitgeber kann nicht haftbar gemacht werden, er kann jedoch versuchen, diese am Arbeitsplatz umzusetzen. Diese Richtlinien sind für die Sicherheit am Arbeitsplatz von entscheidender Bedeutung. Die den RELs innewohnende Strenge entspricht den neuesten wissenschaftlichen Erkenntnissen und Fortschritten im Bereich der Gesundheit am Arbeitsplatz. Dabei stehen Kenntnisse im Bereich Arbeitssicherheit im Vordergrund.